# Hwang Seok-Ho
Hwang Seok-Ho, född den 27 juni 1989 i Cheongju, är en sydkoreansk fotbollsspelare som spelar för japanska Sagan Tosu. Han tog OS-brons i herrfotbollsturneringen vid de olympiska fotbollsturneringarna 2012 i London. 

## Karriär
I januari 2021 värvades Hwang Seok-Ho av Sagan Tosu.